# Academia de Mérida
La Academia de Mérida, en el estado venezolano del mismo nombre, es una corporación de carácter público, conformada por profesionales representativos de las distintas áreas del conocimiento y destinada a promover la actividad creativa y la investigación en el campo de las humanidades, ciencias sociales, físicas, matemáticas y naturales, así como la tecnología e innovación. Fue creada por Decreto del Gobernador del estado Mérida Jesús Rondón Nucete N°121, de fecha 12 de octubre de 1992.  

## Historia
Su sede principal, antigua residencia de los gobernadores merideños, es de las pocas muestras de arquitectura colonial que aún subsisten en la ciudad de Mérida. La edificación fue restaurada por decisión del entonces gobernador Jesús Rondón Nucete, entre 1990 y 1992. La misma, data del año 1873 y fue construida por Lisímaco Gabaldón Uzcátegui, en un área solariega heredada de su padre, Mariano Gabaldón Llavaneras, quien compró los solares contiguos, que pertenecían, por el fondo, a don Caracciolo Parra y Olmedo y por el costado de arriba, a don Juan Antonio Rodríguez. 
Estos solares conforman actualmente la superficie total de la casa. Lisímaco Gabaldón se casó en 1877 con doña Teolinda Paredes Méndez, nieta del prócer General Juan Antonio Paredes Angulo, con quien tuvo tres hijas: Teolinda, Mercedes y Josefa María Gabaldón Paredes. La sucesión vendió el inmueble en 1913 a don Alberto Paoli, quien lo permutó en 1927, a Francisco Valeri, esposo de doña Teresa Paoli, una de sus hijas. 
A la muerte de Valeri, en 1935, la casa pasó a propiedad de su familia. En octubre de 1990, la casona fue adquirida por la Gobernación de Mérida, para su restauración con fines históricos y culturales. 
Desde 1994 la Academia de Mérida dio inicio a la actividad editorial periódica (con frecuencia semestral) cuyo contenido resume la actividad de investigación en las áreas humanística y científica de miembros de la institución y colaboradores de destacado perfil intelectual. Hasta 2008 se ha cumplido una primera etapa, enriquecida con un nuevo formato y presentación, así como la posibilidad de que los trabajos publicados sean evaluados por un Comité de Arbitraje, lo que da mayor garantía y aval académico a las aportaciones. La Revista de la Academia de Mérida refleja en su contenido la temática que va desde los discursos de incorporaciones, literatura, investigaciones, documentos, historia y ciencias puras, hasta las investigaciones más recientes en el campo del ciberespacio.